# 密鳞鳞毛蕨
密鳞鳞毛蕨（学名：Dryopteris pycnopteroides）为鳞毛蕨科鳞毛蕨属下的一个种。